# SV Concordia Plauen
SV Concordia Plauen is een Duitse voetbalclub uit Plauen.

## Geschiedenis
De club werd in 1905 opgericht als FC Concordia Plauen. De club speelde vanaf 1907 in de Vogtlandse competitie, een onderdeel van het Midden-Duitse kampioenschap. Nadat FC Apelles Plauen de eerste jaren de competitie domineerde kon de club in 1912 kampioen worden en plaatste zich voor de Midden-Duitse eindronde, waar ze met 0-4 verloren van FC Carl Zeiss Jena. In 1913 fuseerde de club met Sportlust 08 Plauen en nam de naam FV Konkordia aan. De club werd opnieuw kampioen in 1914 en verloor in de eindronde nu van topclub VfB Leipzig. Nadat er het volgende jaar geen competitie was door het uitbreken van de Eerste Wereldoorlog werd er in 1916 pas in de zomer gespeeld. Konkordia werd kampioen, maar de eindronde was op dat moment al gespeeld. Hierna werd de competitie niet meer gespeeld. 
Na de oorlog werd de competitie van Vogtland samen met twee andere competities verenigd tot de Kreisliga Westsachsen. De club domineerde deze competitie en werd vier keer op rij kampioen, maar dit vertaalde zich niet naar successen in de Midden-Duitse eindronde. Na 1923 werd de Kreisliga ontbonden en werden de vooroorlogse competities in ere hersteld en de club ging in de Gauliga Vogtland spelen. Nadat Plauener SuBC de zegereeks van Konkordia doorbrak in 1924 eindigden beide clubs samen eerste in 1925. Konkordia verloor de titelfinale,  maar dit seizoen was er wel een opvangnet voor vicekampioenen in de Midden-Duitse eindronde, waar de club verloor van SV Fortuna Leipzig. Ook in 1926 eindigde de club gedeeld eerste, nu won de club wel de titelfinale van 1. Vogtländischer FC Plauen. In de eindronde versloeg de club 1. FC 07 Reichenbach en werd dan verslagen door Dresdner SC.
De volgende jaren eindigde de club meestal in de middenmoot en zwaaiden voornamelikj 1. Vogtländischer FC en Plauener SuBC de plak. Na 1933 werd de competitie grondig geherstructureerd. De Midden-Duitse bond werd ontbonden en de vele competities vervangen door de Gauliga Sachsen en Gauliga Mitte. Uit de Gauliga Vogtland kwalificeerden zich drie teams. De vijfde plaats van Konkordia volstond dus niet en de club speelde vanaf dan in de Bezirksklasse. Plauen-Zwickau. De club werd meteen kampioen, maar kon via de eindronde geen promotie afdwingen. Ook in 1936 en 1937 miste de club na een titel de promotie. In 1938 konden ze deze wel afdwingen. Na een voorlaatste plaats in 1939 degradeerde de club in 1940. In 1939 nam de club wel deel aan de Tschammerpokal, de voorloper van de DFB-Pokal en versloeg SC Victoria Hamburg in de eerste ronde en werd dan door Tennis Borussia Berlin uitgeschakeld. In 1942 werd de club weer kampioen van de Bezirksklasse, maar strandde andermaal in de promotie-eindronde. 
Na de Tweede Wereldoorlog werd de club ontbonden en heropgericht als SG Plauen-Süd. Later werden nog de namen ZSG Zellwolle Plauen en Chemie Plauen. Aan het sportieve niveau van voor de oorlog kon de club niet meer tippen. In 1980 promoveerde de club naar de Bezirksliga Karl-Marx-Stadt, maar degradeerde na één seizoen weer.
Na de Duitse hereniging werd opnieuw de historische naam aangenomen. De club speelt tegenwoordig enkel nog op regionaal niveau.

## Erelijst
Kampioen Vogtland
1912, 1914, 1926
Kampioen West-Saksen
1920, 1921, 1922, 1923